# Wardęga
Wardęga ist ein Fluss in der Woiwodschaft Ermland-Masuren. Er entspringt dem Serwentsee, fließt durch den Raks- und Bartołtysee und mündet in dem See Tumiańskie.